# Decimo Granzotto
Decimo Granzotto (Montebelluna, 16 marzo 1899 – 12 ottobre 1992) è stato un politico e partigiano italiano.

## Biografia
Nato a Montebelluna, nella provincia di Treviso, il 16 marzo 1899, è stato uno dei principali esponenti della Resistenza nel Bellunese. Combatté come partigiano con il nome di battaglia "Rudy" dal 1943 alla primavera del 1945, prendendo parte alla Liberazione. Fu comandante provinciale militare del locale Comitato di Liberazione Nazionale e vice-commissario del Comando Zona Piave.
Nel maggio 1945 divenne primo sindaco di Belluno dopo la Liberazione.
Sedette nel consiglio comunale di Belluno dalle prime elezioni del 1946 fino al 1960, e poi di nuovo dal 1964 al 1967, anno in cui l'amministrazione comunale venne sciolta e commissariata.
Morì il 12 ottobre 1992 e fu sepolto nel cimitero bellunese di Prade. Ebbe un figlio, Giorgio, che fu sindaco di Feltre, deputato e senatore.

## Riconoscimenti
Nel 1981 ha ricevuto il Premio San Martino del Comune di Belluno con la seguente motivazione:
Per aver onorato la Città quale Sindaco della Liberazione nel maggio 1945, avendo svolto preziosa opera nella riorganizzazione dei giovani sbandati dopo l'8 settembre 1943 e, quale membro dell'Esecutivo, Comandante Provinciale militare del Comando di Liberazione Nazionale e Vice Commissario del Comando Zona Piave, avendo avviato la ripresa della vita civile allacciando preziosi rapporti con le Autorità Alleate, raccogliendone il loro generale apprezzamento.